# Kanzel der Stadtkirche Balingen

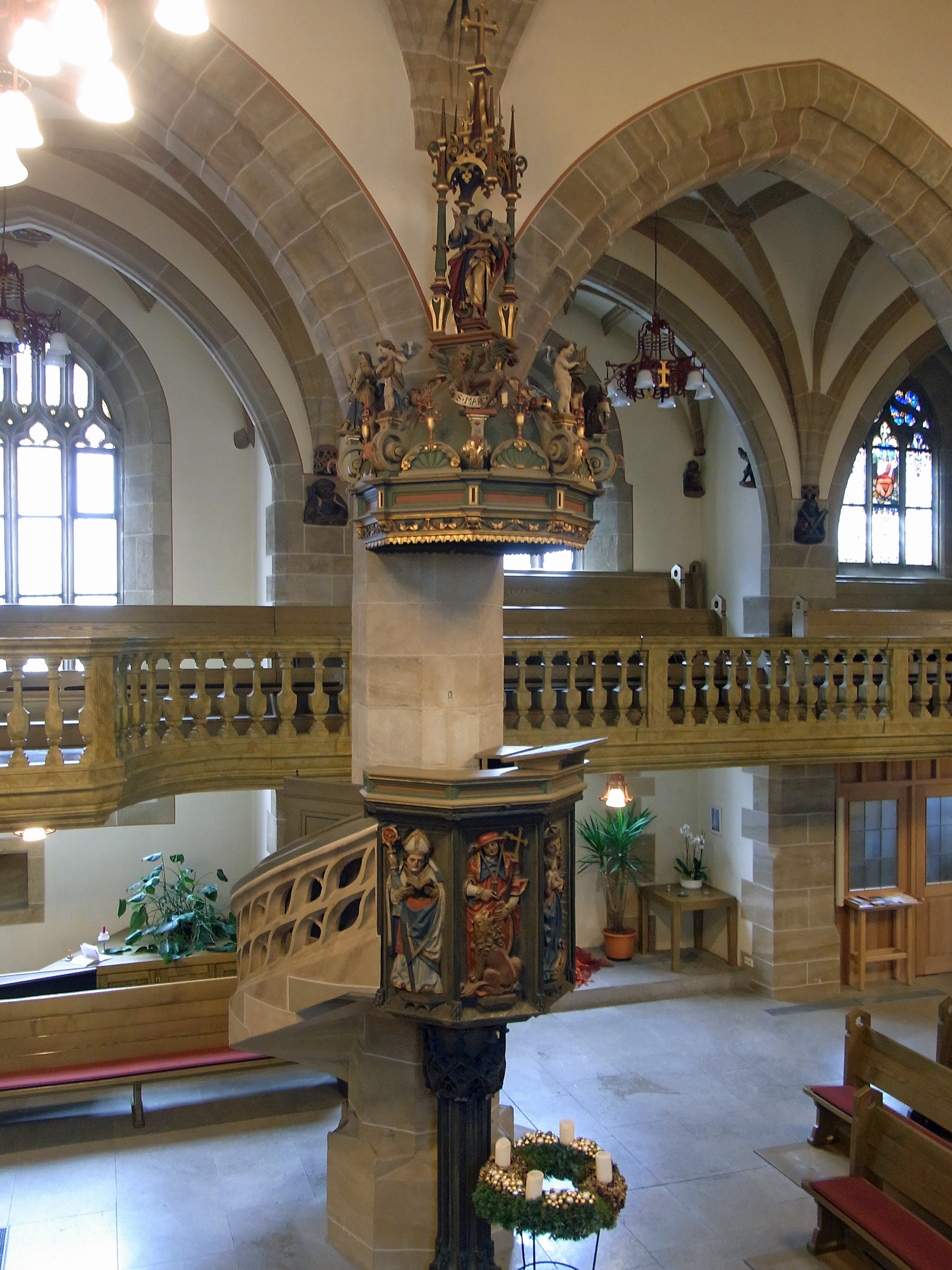
Kanzel in der Stadtkirche Balingen

Die Kanzel der Stadtkirche in Balingen, der Kreisstadt des Zollernalbkreises, ist ein spätgotisches Werk. Nach einem Vertrag aus dem Jahr 1512 schuf ein Meister Franz aus Tübingen die Kanzel.
Die aus Werkstein gefertigte und farbig gefasste Kanzel wurde nach der Renovierung der Kirche in den 1980er Jahren am östlichen Südpfeiler aufgestellt. Der achteckige Kanzelkorb steht auf einem mit Astwerk, Krabben und Kreuzblumen verzierten Fuß. Die Reliefs der Brüstung stellen die Kirchenpatronin Maria, die von den vier abendländischen Kirchenlehrern Ambrosius, Hieronymus, Gregor der Große und Augustinus eingerahmt wird, dar. Die Madonna im Strahlenkranz auf der Mondsichel trägt das Jesuskind, das eine Birne in der Hand hält.
Der mit musizierenden Putten, Evangelistensymbolen und dem Guten Hirten geschmückte hölzerne Schalldeckel wurde circa 100 Jahre später als der Kanzelkorb mit Fuß geschaffen. Er wird Simon Schweitzer aus Balingen zugeschrieben.

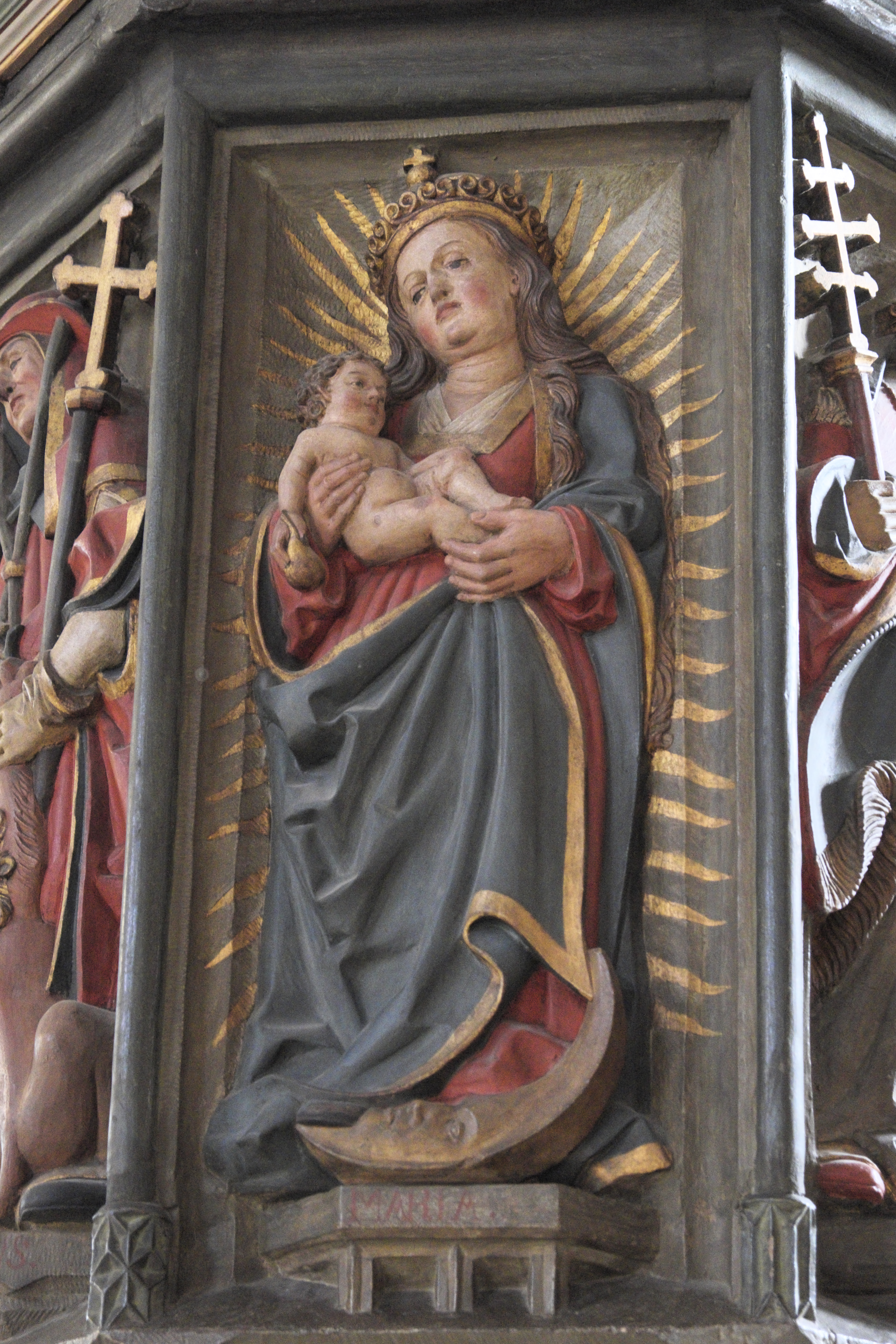
Maria mit Kind
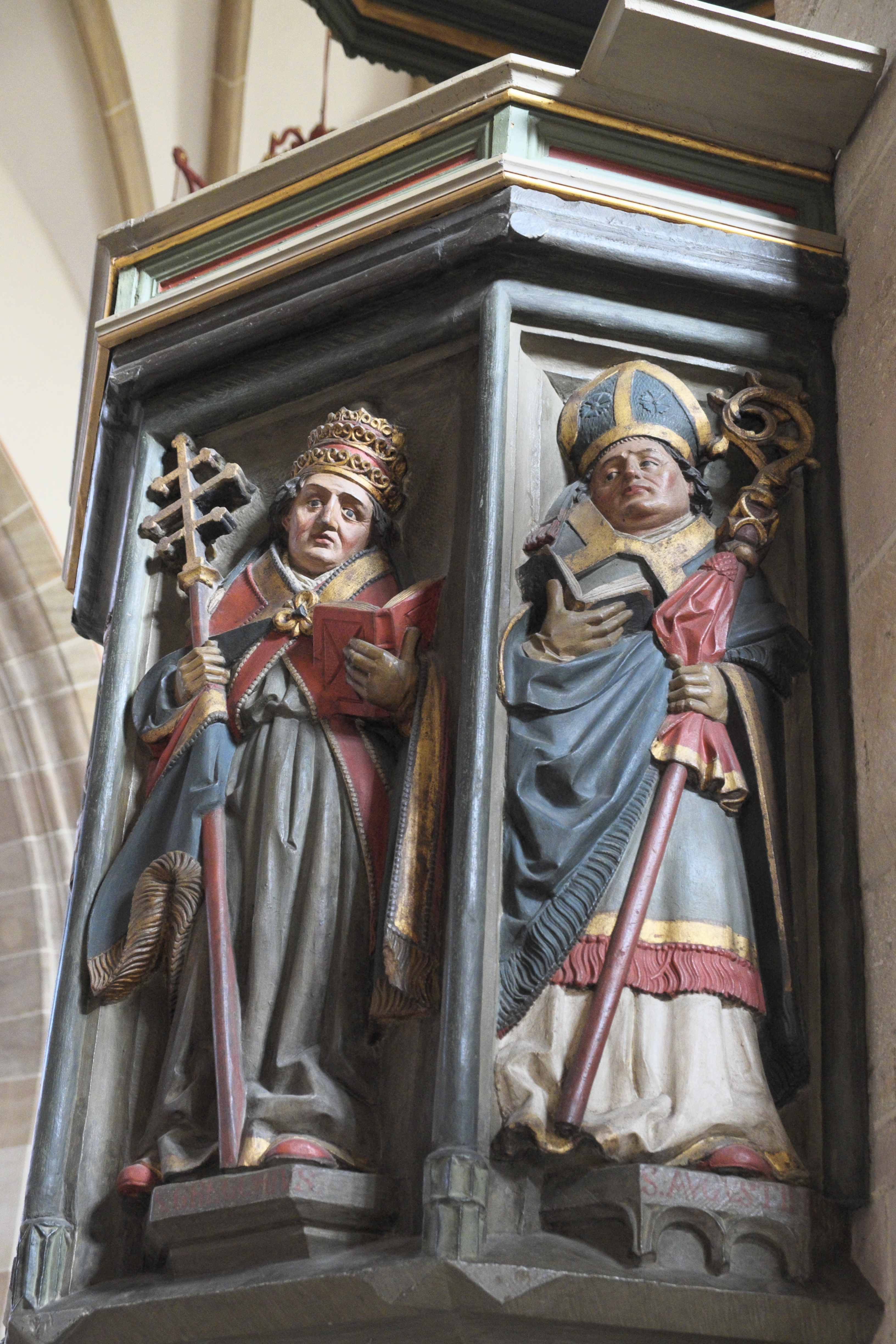
Gregor der Große (links) und Augustinus (rechts)
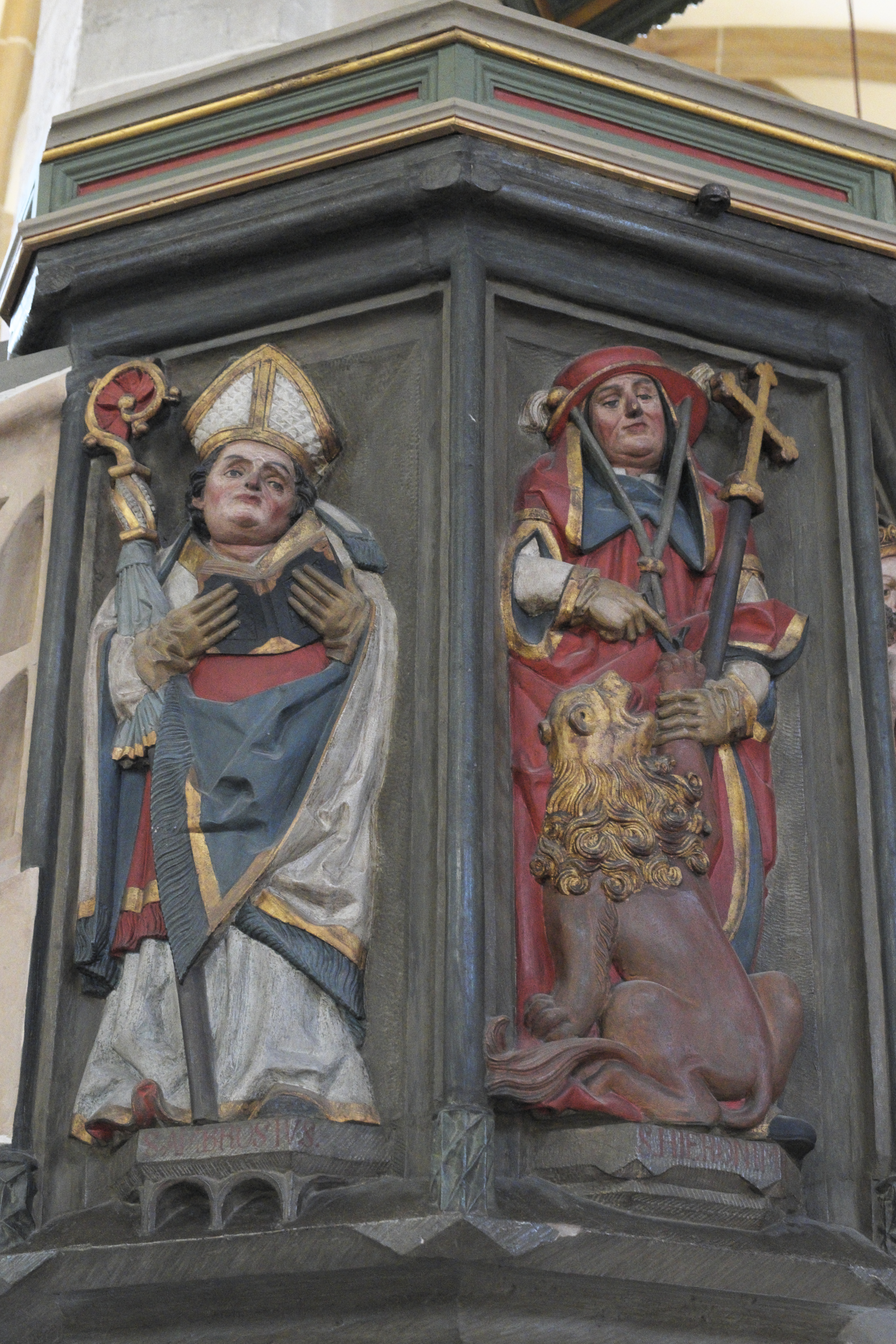
Ambrosius (links) und Hieronymus (rechts)
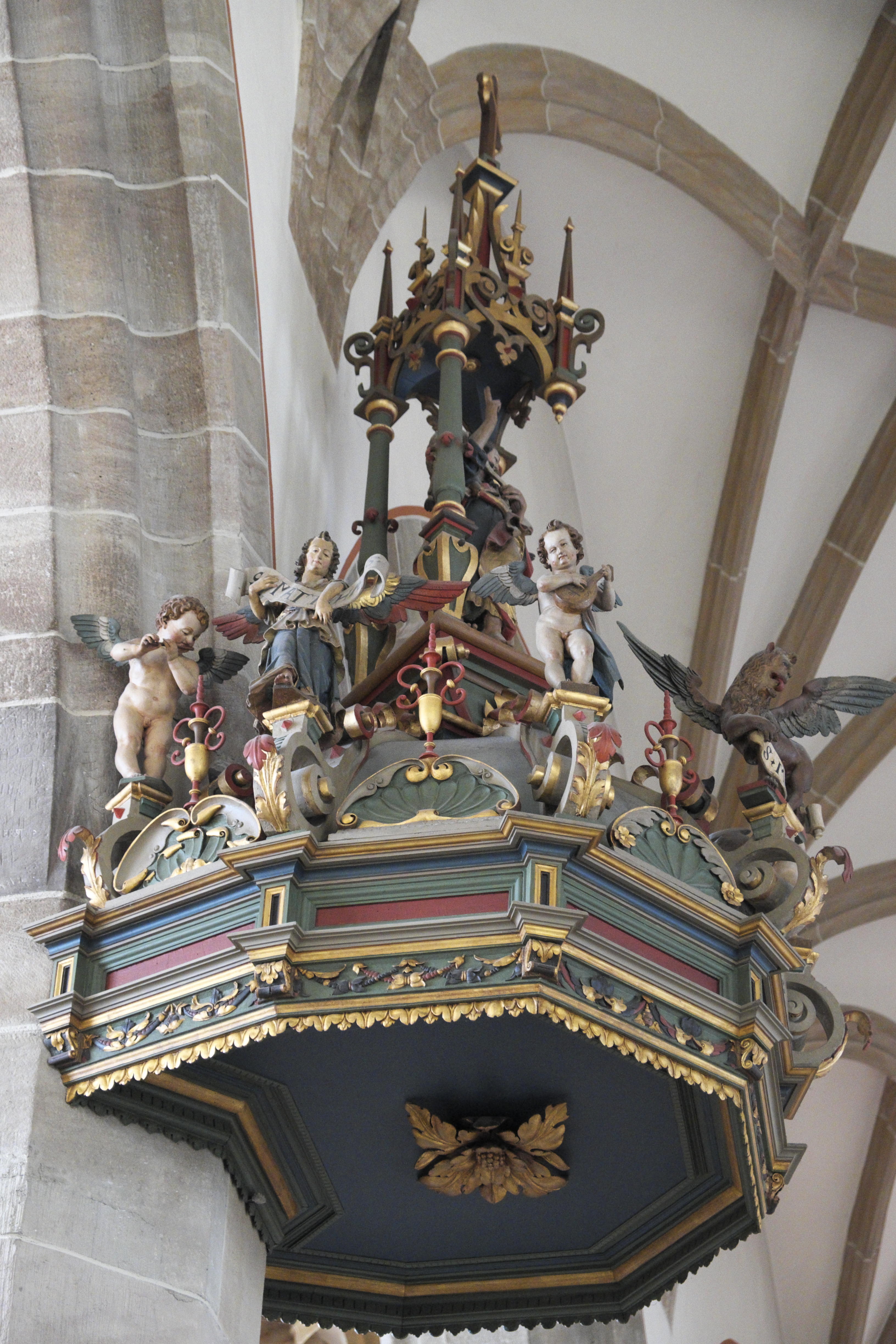
Schalldeckel